# マクスウェルの方程式
マクスウェルの方程式（マクスウェルのほうていしき、英: Maxwell's equations、マクスウェル方程式とも）は、電磁場を記述する古典電磁気学の基礎方程式。マイケル・ファラデーが幾何学的考察から見出した電磁力に関する法則を、1864年にジェームズ・クラーク・マクスウェルによって数学的形式として整理した。
日本語ではマクスウェルの名前の表記揺れによりマックスウェルの方程式とも表記される。また、マクスウェル-ヘルツの電磁方程式、電磁方程式などとも呼ばれる。
それまでの知られていた法則がマクスウェルの方程式として整理されたことから、電場と磁場の統一（電磁場）、光が電磁波であることなどが導かれた。
また、アインシュタインは特殊相対性理論の起源はマクスウェルの電磁場方程式である旨を明言している。
マクスウェルが導出した当初の方程式はベクトルの各成分をあたかも互いに独立な量であるかのように別々の文字で表して書かれており、現代の洗練された形式ではなかった。ヘヴィサイドは1884年にベクトル解析の記法を用いて書き直した。現在ではヘヴィサイトによる形により知られている。また、ヘヴィサイトは電磁ポテンシャルを消去出来ることも示したが、その意義は直ちには認めらなかった。
ベクトル記法が一般化し始めるのは 1890年代半ばであって、ヘルツの論文ではまだそれを使っていない。いずれにせよ、このベクトル解析の記法の採用は場における様々な対称性を一目で見ることを可能にし、物理現象の理解に大いに役立った。
真空中の電磁気学に限れば、マクスウェルの方程式の一般解は、ジェフィメンコ方程式として与えられる。
電磁気学の単位系は国際単位系のほかガウス単位系などがあり、マクスウェルの方程式における係数は単位系によって異なる。以下では原則として国際単位系を用いる。

## 4つの方程式

マクスウェルの方程式の図示

（微分形による）マクスウェルの方程式は、以下の4つの連立偏微分方程式である。記号「{\displaystyle \nabla }」はナブラ演算子、記号「{\displaystyle \nabla \cdot }」、「{\displaystyle \nabla \times }」はそれぞれベクトル場の発散 (div) と回転 (rot) である。
{\displaystyle {\begin{cases}{\begin{aligned}\nabla \cdot {\boldsymbol {B}}(t,{\boldsymbol {r}})&=0\\\nabla \times {\boldsymbol {E}}(t,{\boldsymbol {r}})&=-{\dfrac {\partial {\boldsymbol {B}}(t,{\boldsymbol {r}})}{\partial t}}\\\nabla \cdot {\boldsymbol {D}}(t,{\boldsymbol {r}})&=\rho (t,{\boldsymbol {x}})\\\nabla \times {\boldsymbol {H}}(t,{\boldsymbol {r}})&={\boldsymbol {j}}(t,{\boldsymbol {r}})+{\dfrac {\partial {\boldsymbol {D}}(t,{\boldsymbol {r}})}{\partial t}}\end{aligned}}\end{cases}}}
また、一般の媒質の構成方程式は(E-B対応では)以下である。
{\displaystyle {\begin{aligned}{\boldsymbol {D}}&=\varepsilon _{0}{\boldsymbol {E}}+{\boldsymbol {P}}\\{\boldsymbol {H}}&=\mu _{0}^{-1}{\boldsymbol {B}}-{\boldsymbol {M}}\end{aligned}}}
ここで{\displaystyle t}は時刻, {\displaystyle {\boldsymbol {r}}}は位置ベクトル, {\displaystyle {\boldsymbol {E}}}は電場の強度、{\displaystyle {\boldsymbol {D}}}は電束密度、{\displaystyle {\boldsymbol {B}}}は磁束密度、{\displaystyle {\boldsymbol {H}}}は磁場の強度、{\displaystyle {\boldsymbol {P}}}は分極、{\displaystyle {\boldsymbol {M}}}は磁化を表す。また、{\displaystyle \varepsilon _{0}}は真空の誘電率、{\displaystyle \mu _{0}}は真空の透磁率、{\displaystyle \rho }は電荷密度、{\displaystyle {\boldsymbol {j}}}は電流密度を表す。真空中では{\displaystyle {\boldsymbol {P}}={\boldsymbol {M}}={\boldsymbol {0}}}となる。
次に、4つの個々の方程式（成分表示で8つの式、テンソル表示で2つの式）について説明する。

### 磁束保存の式
{\displaystyle \nabla \cdot {\boldsymbol {B}}=0}（微分形の磁束保存の式）
積分形で表すと次の式になる。
{\displaystyle \oint _{S}{\boldsymbol {B}}\cdot \mathrm {d} {\boldsymbol {S}}=0}
ここでdS は、閉曲面 S 上の面素ベクトルである。
構造的に見て磁力線が閉曲線でなければならないことを意味する。この式は電場の積分形と同様に、閉曲面上を積分したときにのみ意味がある。
これらの式は、磁気単極子（モノポール）が存在しないことを前提としており、もし磁気単極子が発見されたならば、上の式は次のように変更されなければならない。
{\displaystyle \nabla \cdot {\boldsymbol {B}}=\rho _{\mathrm {m} }}
ここで ρm は磁気単極子の磁荷密度である。

### ファラデー-マクスウェルの式
{\displaystyle \nabla \times {\boldsymbol {E}}=-{\frac {\partial {\boldsymbol {B}}}{\partial t}}}（微分形のファラデー-マクスウェルの式）
この式を積分形で表すと次の式になる。
{\displaystyle \oint _{C}{\boldsymbol {E}}\cdot \mathrm {d} {\boldsymbol {l}}=-{\frac {\mathrm {d} \phi }{\mathrm {d} t}}}
ただし、
{\displaystyle \phi =\int _{S}{\boldsymbol {B}}\cdot \mathrm {d} {\boldsymbol {S}}}
ここで、（向きのついた）閉曲線を C 、C を縁とする曲面を S とし、{\displaystyle \phi } は曲面 S を通過する磁束、V は経路 C に沿った(誘導)起電力である。ファラデー-マクスウェルの式の積分形で時間微分を積分の外に置く場合には、経路 C と曲面 S は時間変化しないものとする。よって、導体が動く場合についてはこの式の対象ではない。式中の負号については、しばしば磁場の増減に対する起電力は磁場源となる電流が減増する向きといった説明がなされる。

### マクスウェル-ガウスの式
{\displaystyle \nabla \cdot {\boldsymbol {D}}=\rho }（微分形のマクスウェル-ガウスの式）
上の式は、電束が電荷の存在するところで増減（発生・消滅）し、それ以外のところでは保存されることを示す。
積分形で表すと次の式になる。
{\displaystyle \oint _{S}{\boldsymbol {D}}\cdot \mathrm {d} {\boldsymbol {S}}=Q_{\rm {encl}}}
ここで dS は、閉曲面 S 上の面素ベクトルであり、Qencl は閉曲面 S で囲まれた領域内の電荷である。この積分形は、閉曲面上を積分したときにのみ意味があり、ガウスの法則としてよく知られている。

### アンペール-マクスウェルの式
{\displaystyle \nabla \times {\boldsymbol {H}}={\boldsymbol {j}}+{\frac {\partial {\boldsymbol {D}}}{\partial t}}}（微分形のアンペール-マクスウェルの式）
積分形は次のようになる。
{\displaystyle \oint _{C}{\boldsymbol {H}}\cdot \mathrm {d} {\boldsymbol {l}}=\int _{S}{\boldsymbol {j}}+{\frac {\partial {\boldsymbol {D}}}{\partial t}}\cdot \mathrm {d} {\boldsymbol {S}}}
C は曲面 S の縁となる閉曲線である。
右辺の第2項は変位電流項と呼ばれる。工学上は、変位電流は媒質が普通の金属ならばまず無視できる。電場の変動の角周波数 ω が電気伝導度 σ と誘電率 ε の比より十分小さければよい。普通の金属の電気伝導度は σ 〜 107 S/m 程度で、誘電率は真空とさほど変わらない ε 〜 10−11 F/mから
{\displaystyle \omega \ll {\frac {\sigma }{\varepsilon }}\ \sim \ 10^{18}\ {\text{s}}^{-1}}
となり、ω がTHz単位でも条件を満たしている。
変位電流が無視できるような電流を準定常電流という。

## それぞれの式の解釈
磁束保存の式
磁力線はどこかを起点とすることも終点とすることもできない、すなわち磁気単極子（モノポール）が存在しないことを示している。磁場のガウスの法則。
ファラデー-マクスウェルの式
磁場の時間変化があるところには巻いた電場があることを示している。導線の動きがない場合のファラデーの電磁誘導の法則に相当する。

ガウス-マクスウェルの式
電場の源は電荷であり、電荷の無いところでの電束保存を示している。電場のガウスの法則。
アンペール-マクスウェルの式
電流または変位電流の周りには磁場が巻いていることを示す。
この式は、電流によって磁場が生じるというアンペールの法則に変位電流を加えたものである。

マクスウェルの方程式は、次の2つの組に分類されることが多い。

### 力場に関する方程式
第1の組は、
である。この式は電磁場の拘束条件を与える式である（ビアンキ恒等式）。
この式は {\displaystyle {\boldsymbol {E}},~{\boldsymbol {B}}} を電磁ポテンシャル {\displaystyle \phi ,~{\boldsymbol {A}}}により、
と表せば恒等的に満たすように出来る。
マクスウェル自身の原著論文『電磁場の動力学的理論』（1865年）や原著教科書『電気磁気論』（1873年）では上記のように表されていたが、1890年になってヘルツが改めて理論構成を考察し、上記2式から電磁ポテンシャルを消去し(1a), (1b) を基本方程式とすることを要請した。このヘルツによる電磁ポテンシャルを消去した形をマクスウェルの方程式と見なすのが現在の主流となっている。この見かたでは (0a) と (0b) は電磁場の定義式と見なされる。
また、電磁場はローレンツ力
{\displaystyle \rho {\boldsymbol {E}}+{\boldsymbol {j}}\times {\boldsymbol {B}}}
により電荷、電流の分布を変動させる。

### 源場に関する方程式
第2の組は、
である。電荷、電流の分布が電磁場の源となっていることを表す式である（電磁場の運動方程式）。
電磁場の微分（左辺）が電荷、電流の分布（右辺）によって書かれており、電荷、電流の分布を与えると電磁場の形が分かる方程式になっている。
この式から、電荷、電流の分布には電気量保存則（連続の方程式）
{\displaystyle {\frac {\partial \rho }{\partial t}}+\nabla \cdot {\boldsymbol {j}}=0}
が成り立つことが導かれる。

それぞれの組は時間微分を片側に移し、
{\displaystyle {\begin{aligned}{\frac {\partial {\boldsymbol {B}}}{\partial t}}&=-\nabla \times {\boldsymbol {E}}\ ,&\nabla \cdot {\boldsymbol {B}}&=0\\{\frac {\partial {\boldsymbol {D}}}{\partial t}}&=\nabla \times {\boldsymbol {H}}-{\boldsymbol {j}}\ ,&\nabla \cdot {\boldsymbol {D}}&=\rho \end{aligned}}}
と変形すれば、時間発展の方程式とその初期条件と見ることができる。

## 媒質の構成方程式
媒質の構成方程式は、それぞれ別の方法で定義された源場（{\displaystyle {\boldsymbol {D}},~{\boldsymbol {H}}}）と力場（{\displaystyle {\boldsymbol {E}},~{\boldsymbol {B}}}）を関連付ける方程式である。

### 一般の媒質中
電荷密度と電流密度が作る場である {\displaystyle {\boldsymbol {D}},~{\boldsymbol {H}}} と、電荷密度と電流密度に力を及ぼす場である {\displaystyle {\boldsymbol {E}},~{\boldsymbol {B}}} は分極 {\displaystyle {\boldsymbol {P}}} と磁化 {\displaystyle {\boldsymbol {M}}} を介して以下のように関連付けられる。
{\displaystyle {\begin{aligned}{\boldsymbol {D}}&=\varepsilon _{0}{\boldsymbol {E}}+{\boldsymbol {P}}\\{\boldsymbol {H}}&=\mu _{0}^{-1}{\boldsymbol {B}}-{\boldsymbol {M}}\end{aligned}}}
真空中では{\displaystyle {\boldsymbol {P}}={\boldsymbol {M}}={\boldsymbol {0}}}となる。
E-H対応の場合は磁気に関する構成方程式が{\displaystyle {\boldsymbol {B}}=\mu _{0}{\boldsymbol {H}}+{\boldsymbol {P}}_{\mathrm {m} }}となる。{\displaystyle {\boldsymbol {P}}_{\mathrm {m} }}は磁気分極（または単に磁化）と呼ばれ、{\displaystyle {\boldsymbol {M}}}とは違う次元をもつ。

構成方程式による源場（{\displaystyle {\boldsymbol {D}},~{\boldsymbol {H}}}）と力場（{\displaystyle {\boldsymbol {E}},~{\boldsymbol {B}}}）の関係を使ってマクスウェル方程式の源場に関する式を力場で表すと
{\displaystyle {\begin{cases}\nabla \cdot {\boldsymbol {E}}={\dfrac {1}{\varepsilon _{0}}}(\rho -\nabla \cdot {\boldsymbol {P}})\\\nabla \times {\boldsymbol {B}}-\mu _{0}\varepsilon _{0}{\dfrac {\partial {\boldsymbol {E}}}{\partial t}}=\mu _{0}\left({\boldsymbol {j}}+{\dfrac {\partial {\boldsymbol {P}}}{\partial t}}+\nabla \times {\boldsymbol {M}}\right)\end{cases}}}
となる。さらに分極電荷密度、分極電流密度、磁化電流密度を
{\displaystyle {\begin{aligned}\rho _{P}&=-\nabla \cdot {\boldsymbol {P}}\\{\boldsymbol {j}}_{P}&={\frac {\partial {\boldsymbol {P}}}{\partial t}}\\{\boldsymbol {j}}_{M}&=\nabla \times {\boldsymbol {M}}\end{aligned}}}
として導入すれば、方程式は以下のように書ける。
{\displaystyle {\begin{cases}\nabla \cdot {\boldsymbol {E}}={\dfrac {1}{\varepsilon _{0}}}(\rho +\rho _{P})\\\nabla \times {\boldsymbol {B}}-\mu _{0}\varepsilon _{0}{\dfrac {\partial {\boldsymbol {E}}}{\partial t}}=\mu _{0}\left({\boldsymbol {j}}+{\boldsymbol {j}}_{P}+{\boldsymbol {j}}_{M}\right)\end{cases}}}

### 線型媒質中
誘電体に生じる分極は媒質によって異なり、結晶のような方向性がある場合では一般に {\displaystyle {\boldsymbol {P}}} の向きと {\displaystyle {\boldsymbol {E}}} の向きは異なるが、等方性のある物質で電場があまり強くない場合は分極は電場に比例し、
{\displaystyle {\boldsymbol {P}}=\chi _{\mathrm {e} }{\boldsymbol {E}}}
となる。{\displaystyle \chi _{\mathrm {e} }} は電気感受率である。
また、磁性体に生じる磁化も強磁性でない物質で磁場があまり強くない場合は分極は磁場に比例し、
{\displaystyle {\boldsymbol {M}}=\chi _{\mathrm {m} }{\boldsymbol {H}}}
となる。{\displaystyle \chi _{\mathrm {m} }} は磁化率である。
このとき、構成方程式は
{\displaystyle {\begin{aligned}&{\boldsymbol {D}}=(\varepsilon _{0}+\chi _{\mathrm {e} }){\boldsymbol {E}}\\&\mu _{0}(1+\chi _{\mathrm {m} }){\boldsymbol {H}}={\boldsymbol {B}}\end{aligned}}}
ここで
{\displaystyle \varepsilon =\varepsilon _{0}+\chi _{\mathrm {e} },\quad \mu =\mu _{0}(1+\chi _{\mathrm {m} })}
とすると
{\displaystyle {\begin{aligned}{\boldsymbol {D}}&=\varepsilon {\boldsymbol {E}}\\{\boldsymbol {H}}&=\mu ^{-1}{\boldsymbol {B}}\end{aligned}}}
と表せる。ここで {\displaystyle \varepsilon ,~\mu } はそれぞれその媒質の誘電率と透磁率であり、媒質の性質を特徴付ける物性値である。これらは等方的な媒質ではスカラーであるが、一般にはテンソルとなる。

### 真空中
媒質が存在しない真空中（自由空間中）においては、{\displaystyle {\boldsymbol {P}}={\boldsymbol {M}}={\boldsymbol {0}}} となり、真空の構成方程式は
{\displaystyle {\begin{aligned}{\boldsymbol {D}}&=\varepsilon _{0}{\boldsymbol {E}}\\{\boldsymbol {H}}&=\mu _{0}^{-1}{\boldsymbol {B}}\end{aligned}}}
となる。また、光速度 {\displaystyle c_{0}} と真空のインピーダンス {\displaystyle Z_{0}} を用いて以下のようにまとめられる。
{\displaystyle {\begin{bmatrix}{\boldsymbol {E}}\\c_{0}{\boldsymbol {B}}\end{bmatrix}}=Z_{0}{\begin{bmatrix}c_{0}{\boldsymbol {D}}\\{\boldsymbol {H}}\end{bmatrix}}}

## ローレンツゲージでのマクスウェルの方程式
以下のローレンツ条件
{\displaystyle \nabla \cdot {\boldsymbol {A}}+{\frac {1}{c^{2}}}{\frac {\partial \phi }{\partial t}}=0}
における電磁ポテンシャル（ベクトルポテンシャル {\displaystyle {\boldsymbol {A}}} とスカラーポテンシャル {\displaystyle \phi }）を用いて、マクスウェル方程式は以下の2組の方程式として表すことができる。
{\displaystyle {\begin{cases}\left(\triangle -{\dfrac {1}{c^{2}}}{\dfrac {\partial ^{2}}{\partial t^{2}}}\right)\phi &=-{\dfrac {\rho }{\varepsilon _{0}}}\\\left(\triangle -{\dfrac {1}{c^{2}}}{\dfrac {\partial ^{2}}{\partial t^{2}}}\right){\boldsymbol {A}}&=-\mu _{0}{\boldsymbol {j}}\end{cases}}}
いずれの式も左辺は線形演算子のダランベルシアン□が作用しており、右辺は片やスカラー値の、片やベクトル値の連続関数である。ベクトルについては各々の成分について適用して考えることでスカラーの場合と同様に考えることができる。線形微分方程式に対してはグリーン関数法を考えることで解くことができる。すなわち、
{\displaystyle \left(\Delta -{\frac {1}{c^{2}}}{\frac {\partial ^{2}}{\partial t^{2}}}\right)G({\boldsymbol {x}},t)=-\delta ({\boldsymbol {x}},t)}
の解となる関数（グリーン関数）{\displaystyle G({\boldsymbol {x}},t)}を求めることで一般に
{\displaystyle \left(\Delta -{\frac {1}{c^{2}}}{\frac {\partial ^{2}}{\partial t^{2}}}\right)f({\boldsymbol {x}},t)=-\rho ({\boldsymbol {x}},t)}
なる方程式に対して
{\displaystyle f({\boldsymbol {x}},t)=\int \mathrm {d} ^{3}x'\mathrm {d} t'\ G({\boldsymbol {x}}-{\boldsymbol {x}}',t-t')\rho ({\boldsymbol {x}}',t')}
として求めることができる。このときのグリーン関数は先進グリーン関数と遅延グリーン関数の2つを得るが、物理的に意味のある遅延グリーン関数を採用することで遅延ポテンシャルを得ることができる。
遅延ポテンシャルを元に電場や磁場を計算するのが一般に運動している物体についての電磁場を検討する際に楽な方法であり、結果としてジェフィメンコ方程式を得ることになる。

## 電磁波の波動方程式
マクスウェルの方程式から、電磁波の伝播についての記述を得ることができる。真空または電荷分布がない絶縁体では、電場と磁場が次の波動方程式
{\displaystyle \nabla ^{2}{\boldsymbol {E}}-\mu \varepsilon {\frac {\partial ^{2}{\boldsymbol {E}}}{\partial t^{2}}}=0}
{\displaystyle \nabla ^{2}{\boldsymbol {H}}-\mu \varepsilon {\frac {\partial ^{2}{\boldsymbol {H}}}{\partial t^{2}}}=0}
を満たすことがマクスウェル方程式から示される。これは電磁場が媒質中を速さ
{\displaystyle v={\frac {1}{\sqrt {\mu \varepsilon }}}}
で伝搬する波動であることを意味する。媒質の屈折率
{\displaystyle n={\sqrt {\frac {\mu \varepsilon }{\mu _{0}\varepsilon _{0}}}}=c{\sqrt {\mu \varepsilon }}}
を導入すれば、{\displaystyle v}は
{\displaystyle v={\frac {c}{n}}}
とも表される。
ここで、真空の誘電率と真空の透磁率の各値から導かれる定数 {\displaystyle c} の値が光速度の値とほとんど一致することから、マクスウェルは光は電磁波ではないかという予測を行った。その予測は1888年にハインリヒ・ヘルツによって実証された。ヘルツはマクスウェルの方程式の研究に貢献したので、マクスウェルの方程式はマクスウェル-ヘルツの（電磁）方程式と呼ばれることもある。

## マクスウェルの方程式と特殊相対性理論
19世紀後半を通じて物理学者の大半は、マクスウェルの方程式において光速度が全ての観測者に対して不変になるという予測と、ニュートン力学の運動法則がガリレイ変換に対して不変を保つことが矛盾することから、これらの方程式は電磁場の近似的なものに過ぎないと考えた。しかし、1905年にアインシュタインが特殊相対性理論を提出したことによって、マクスウェルの方程式が正確で、ニュートン力学の方を修正すべきだったことが明確になった。これらの電磁場の方程式は、特殊相対性理論と密接な関係にあり、ローレンツ変換に対する不変性（共変性）を満たす。磁場の方程式は、光速度に比べて小さい速度では、相対論的変換による電場の方程式の変形に結び付けられる。
電場と磁場による表現では、共変性が見にくいため、4元ポテンシャル Aμ を考える。
{\displaystyle A^{\mu }=(\phi /c,{\boldsymbol {A}}),~A_{\mu }=\eta _{\mu \nu }A^{\nu }=(\phi /c,-{\boldsymbol {A}})}
但し、重複するギリシャ文字に対してはアインシュタインの縮約記法に従って和をとるものとし、計量テンソルは ημν = diag(1, −1, −1, −1) で与えるものとする。また、各ギリシャ文字は 0,1,2,3 の値を取り、0は時間成分、1,2,3は空間成分を表すものとする。特に時空の座標については (x0, x1, x2, x3) = (ct, x, y, z) である。
電磁ポテンシャルから構成される電磁場テンソル
{\displaystyle F_{\mu \nu }\equiv \partial _{\mu }A_{\nu }-\partial _{\nu }A_{\mu }=-F_{\nu \mu }}（0a,0bに対応）
を導入する。電場、磁場との対応関係は
{\displaystyle (F_{01},F_{02},F_{03})=(E_{1}/c,E_{2}/c,E_{3}/c),~(F_{32},F_{13},F_{21})=(B_{1},B_{2},B_{3})}
となる。
このとき、マクスウェル方程式はローレンツ変換に対しての共変性が明確な形式で、次のような2つの方程式にまとめられる。
{\displaystyle \partial _{\rho }F_{\mu \nu }+\partial _{\mu }F_{\nu \rho }+\partial _{\nu }F_{\rho \mu }=0}（1a,1bに対応）
{\displaystyle \partial _{\mu }F^{\mu \nu }=\mu _{0}j^{\nu }}（2a,2bに対応）
但し、jμ は4元電流密度
{\displaystyle j^{\mu }=(c\rho ,{\boldsymbol {j}})}
である。このとき、電荷の保存則は
{\displaystyle \partial _{\mu }j^{\mu }=0}（3に対応）
と表される。なお、4元ポテンシャルで表現すると、マクスウェル方程式は次の一つの方程式にまとめられる。
{\displaystyle \Box A^{\mu }-\partial ^{\mu }\partial _{\nu }A^{\nu }=\mu _{0}j^{\mu }}
ここで、□はダランベルシアンである。

## 微分形式による表現
マクスウェルの方程式は多様体理論における微分形式によって簡明に表現することができる。
まず電磁ポテンシャル Aμ により、1次微分形式
{\displaystyle A=A_{\mu }\mathrm {d} x^{\mu }=\phi \,\mathrm {d} t-A_{x}\,\mathrm {d} x-A_{y}\,\mathrm {d} y-A_{z}\,\mathrm {d} z}
を導入する。これに外微分を作用させることで2次微分形式
{\displaystyle {\begin{aligned}F&\equiv \mathrm {d} A={\tfrac {1}{2}}(\partial _{\mu }A_{\nu }-\partial _{\nu }A_{\mu })\,\mathrm {d} x^{\mu }\wedge \mathrm {d} x^{\nu }\\&={\tfrac {1}{2}}F_{\mu \nu }\,\mathrm {d} x^{\mu }\wedge \mathrm {d} x^{\nu }\\&=E_{x}\,\mathrm {d} t\wedge \mathrm {d} x+E_{y}\,\mathrm {d} t\wedge \mathrm {d} y+E_{z}\,\mathrm {d} t\wedge \mathrm {d} z-B_{x}\,\mathrm {d} y\wedge \mathrm {d} z-B_{y}\,\mathrm {d} z\wedge \mathrm {d} x-B_{z}\,\mathrm {d} x\wedge \mathrm {d} y\end{aligned}}}
が定義される。
さらに F のホッジ双対として 2次微分形式
{\displaystyle {\begin{aligned}H&\equiv {\tfrac {1}{\mu _{0}}}F^{*}={\tfrac {1}{4\mu _{0}}}\epsilon _{\mu \nu \rho \sigma }F^{\mu \nu }\mathrm {d} x^{\rho }\wedge \mathrm {d} x^{\sigma }\\&={\tfrac {1}{2}}H_{\mu \nu }\,\mathrm {d} x^{\mu }\wedge \mathrm {d} x^{\nu }\\&=H_{x}\,c\mathrm {d} t\wedge \mathrm {d} x+H_{y}\,c\mathrm {d} t\wedge \mathrm {d} y+H_{z}\,c\mathrm {d} t\wedge \mathrm {d} z+D_{x}c\,\mathrm {d} y\wedge \mathrm {d} z+D_{y}c\,\mathrm {d} z\wedge \mathrm {d} x+D_{z}c\,\mathrm {d} x\wedge \mathrm {d} y\end{aligned}}}
が定義される。
4元電流密度により1次微分形式
{\displaystyle J=j_{\mu }\mathrm {d} x^{\mu }=\rho c^{2}\mathrm {d} t-j_{x}\mathrm {d} x-j_{y}\mathrm {d} y-j_{z}\mathrm {d} z}
を導入し、これのホッジ双対により3次微分形式
{\displaystyle {\begin{aligned}J^{*}&={\tfrac {1}{3!}}\epsilon _{\mu \nu \rho \sigma }j^{\mu }\mathrm {d} x^{\nu }\wedge \mathrm {d} x^{\rho }\wedge \mathrm {d} x^{\sigma }\\&=\rho c\,\mathrm {d} x\wedge \mathrm {d} y\wedge \mathrm {d} z-j_{x}\,c\mathrm {d} t\wedge \mathrm {d} y\wedge \mathrm {d} z-j_{y}\,c\mathrm {d} t\wedge \mathrm {d} z\wedge \mathrm {d} x-j_{z}\,c\mathrm {d} t\wedge \mathrm {d} x\wedge \mathrm {d} y\end{aligned}}}
を定義すれば、外微分の作用により運動方程式(2a,2b)に対応して
{\displaystyle \mathrm {d} H=J^{*}}
となる。
外微分の性質 ddξ=0 から(1a,1b)に対応する
{\displaystyle \mathrm {d} F=\mathrm {dd} A=0}
と、連続の方程式に対応する
{\displaystyle \mathrm {d} J^{*}=\mathrm {dd} H=0}
が得られる。